# Coelidiinae

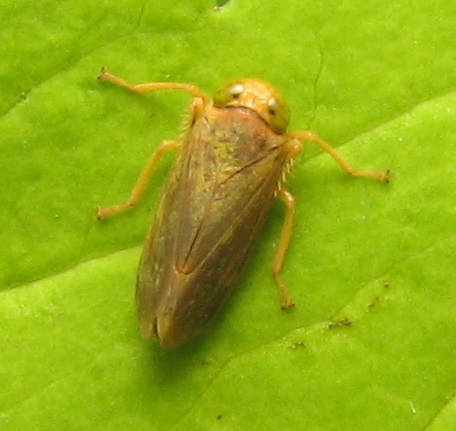
Jikradia olitoria

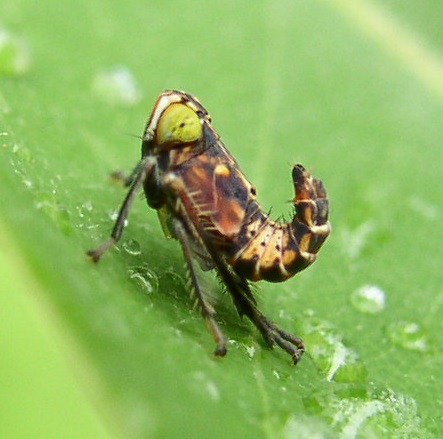
Jikradia olitoria, ninfa

Los celidiínos (Coelidiinae) son una subfamilia de hemípteros auquenorrincos de la familia Cicadellidae. Son predominantemente de distribución tropical.
Hay alrededor de 11 tribus, 118 géneros y 980 especies en Coelidiinae.

## Tribus
- Coelidiini - Gabritini - Hikangiini - Macroceratogoniini - Sandersellini - Teruliini - Tharrini - Tinobregmini - Youngolidiini[2]

«ITIS, Integrated Taxonomic Information System». Consultado el 6 de abril de 2018.